# Giuseppe Terragni

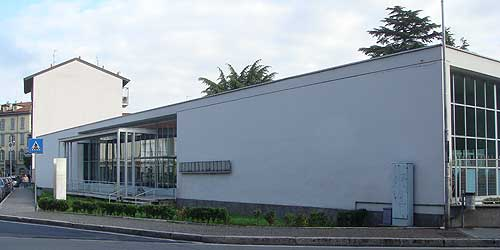
Kleuterschool Sant'Elia in Como (1936)

Giuseppe Terragni (Meda, 18 april 1904 - Como, 19 juli 1943) was een Italiaans architect die geldt als een pionier van het Italiaanse Modernisme en navolger van de Internationale Stijl. Hij dankte zijn opdrachten aan het fascistisch regime van Benito Mussolini.

## Biografie
Terragni werd geboren in Meda in Lombardije en volgde technisch onderricht in Como. Vervolgens studeerde hij architectuur aan de Polytechnische School van Milaan. In 1927 begon hij samen met zijn broer Atiilia een architectenpraktijk te Como, die tot aan Giusuppe's dood tijdens de Tweede Wereldoorlog zou blijven bestaan.
Giuseppe Terragni behoorde tot de oprichters van de fascistische Gruppo 7 en was een leidinggevend Italiaans rationalist. Hij trachtte de architectuurstijl te vrijwaren van een neoclassicistische en neobarokke heropleving. In 1926 schreef hij een manifest met zijn geloofspunten, dat hem tot een leider maakte van de strijd tegen deze revival. In nazi-Duitsland opteerde Albert Speer wel voor het teruggrijpen naar de classicistische antieke vormentaal.
In een korte beroepscarrière van nauwelijks dertien jaar schiep Terragni een beperkt, maar krachtig architecturaal modernistisch oeuvre, voornamelijk gesitueerd in Como, dat gold als het centrum van de moderne Italiaanse architectuur. Terragni's laatste ontwerpen getuigen van een versmelting van het modernisme en de mediterrane traditie.
Tot zijn bekendste werken behoren het woningcomplex Novocomum met zijn markante, aan Konstantin Melnikov herinnerende hoekoplossing (1928), het beroemde Casa del Fascio met zijn geometrisch proportie- en raamverdelingssysteem (1932-1936)
en de kleuterschool Sant'Elia (1936).
Terragni's medewerker Pietro Lingeri realiseerde het laatste werk na de tragische dood van de architect. Terragni overleed in 1943 op 39-jarige leeftijd aan de gevolgen van verwondingen opgelopen aan het Russisch front.

### Het Casa del Fascio

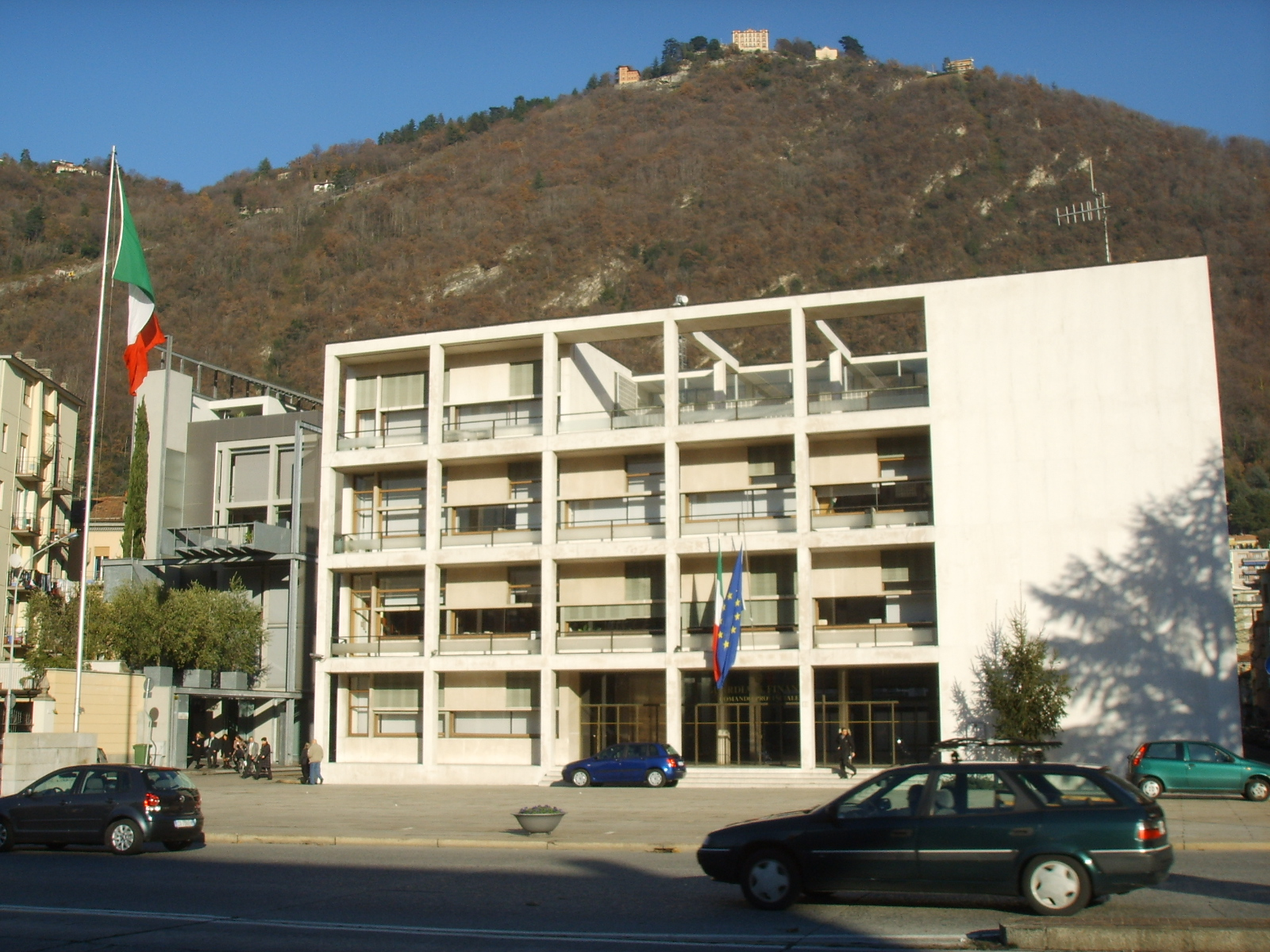
Casa del Fascio in Como (1932-1936)

Terragni's bekendste werk is het Casa del Fascio in Como, het lokale partijgebouw voor de fascistische partij. Het witte, strakke gebouw met zijn grote glaspartijen groeide uit tot een monument van de destijds als rationeel beschouwde architectuur in Italië. Het straalt transparantie uit, waarmee een doorzichtig bestuur moest worden gesymboliseerd. Men kon de functionarissen aan het werk zien en die boodschap moest ook de architectuur meegeven: de fascisten werken voor u.
Vormelijk werkte Terragni met een beperkt arsenaal van strakke meetkundige basisvormen zoals de balk, het vierkant en de rechthoek. Daarbij baseerde de ontwerper zich op het rastervormige stratenplan van oude Romeinse nederzettingen. De gevels ogen als een raster van vierkanten en dat motief wordt in het interieur hernomen. Het gebouw bezit perfecte verhoudingen, veellagige gevels, kolommen, terrassen, luiken en ramen die mooi op elkaar inspelen. In het gebouw is geëxperimenteerd met veel verschillende materialen.
Het gebouw is nog steeds in gebruik, nu als kantoor van de Guardia di Finanza, de financiële politie die zich onder meer bezighoudt met het bestrijden van witwaspraktijken en misdaden met maffiageld.

## Lijst van werken
- 1927-1928: Woningcomplex Novocomum te Como
- 1932-1936: Casa del Fascio ('Huis van het Fascisme') te Como
- 1933-1935: Woningcomplex Rustici te Milaan
- 1935: Woningcomplex Rustici-Comoli te Milaan
- 1936: Kleuterschool Sant'Elia te Como
- 1936-1937: Villa Bianca te Seveso
- 1938: Museumproject Danteum te Rome[3]
- 1938-1940: Casa del Fascio (Huis van het Fascisme) te Lissone